# Ottantotto precetti
(David Lane, Ottantotto precetti, precetto n°39.)
Gli Ottantotto Precetti è un'opera di stampo razzista scritta da David Lane (autore inoltre delle Quattordici Parole). Lo scritto è costituito da una lista di 88 normative utilizzate dai neonazisti e sostenitori del potere bianco, atte a perseverare la razza ariana.

## Descrizione
1. ibridazione e distruzione della razza fondante;
2. distruzione delle unità familiari;
3. tassazione oppressiva;
4. corruzione della Legge;
5. terrore e soppressione nei riguardi di coloro che avvisano degli errori della Nazione;
6. immoralità: droghe, ubriachezza, ecc.;
7. infanticidio (ora chiamato aborto);
8. distruzione della valuta corrente (inflazione od usura);
9. stranieri nella propria terra, cultura aliena;
10. materialismo;
11. guerre straniere;
12. guardiani (capi), che mirano all'appropriazione di beni od alla gloria;
13. omosessualità;
14. religione non basata sulla Legge Naturale.»

(David Lane, Ottantotto precetti, precetto n°88)
David Lane, teorico statunitense della resistenza bianca (nonché fondatore del wotanismo), coniò gli Ottantotto precetti durante la permanenza nel carcere di massima sicurezza di Florence (Colorado) dove scontava una condanna a 190 anni di reclusione. Si tratta di una raccolta di 88 leggi seguite dai neonazisti e dai sostenitori del potere bianco, atte a salvare la supremazia della razza ariana. Non a caso David Lane scelse il numero 88, noto acronimo utilizzato dai neonazisti: il numero 8 corrisponde alla lettera H dell'alfabeto inglese, dunque 88 diventa la sigla HH, acronimo di Heil Hitler.
Gli Ottantotto precetti si basano principalmente su un razzismo biologico, che afferma l'esistenza di diverse razze umane, il conflitto naturale tra esse, culture e gruppi per la supremazia e la conquista e che infine si possa preservare o difendere una razza o cultura con azioni e scelte. Lo scopo principale degli Ottantotto precetti, secondo le teorie neonaziste, è quello di evitare una drastica estinzione della razza ariana, la quale risulterebbe a rischio di mescolamento con le sotto-razze umane, da lui considerate "aliene".
Lane, con gli 88 precetti, vuole attribuire alle Leggi della Natura la creazione di una razza superiore, considerando la preservazione della razza come un elemento ad esse conforme e condannando ogni tipo di religione che le rinnega o che non le considera a dovere attribuendo argomenti come la nascita dell'Universo a Dio, di cui parla già nei primi precetti, descrivendo il "sovrannaturale" come una parte del "naturale" non ancora identificata. Si tratta di una concezione avversa a quella giudaico-cristiana, e inoltre neopagana-panteista.
Nei primi precetti affronta quindi la questione religiosa 
4. La forma più autentica di preghiera è la comunione con la Natura. Non è una pretesa. Si raggiunga un luogo solitario, se possibile, la cima di un monte, in una notte chiara, illuminata dalle stelle, e si rifletta sulla grandiosità e sull'ordine del macrocosmo infinito. Si passi allora a considerare gli intrichi dell'ugualmente infinito microcosmo. Si comprenderà che si è, da un lato, insignificanti oltre ogni limite immaginabile per la grandezza delle cose e, dall'altro, potenzialmente ed inimmaginabilmente preziosi come un anello nella catena del destino. Allora si inizierà a capire come l'orgoglio e l'essere possano coesistere con rispetto e reverenza; allora si troverà l'armonia con la Natura: e con l'armonia sovvengono forza, pace e certezza.
5. I sistemi di potere secolarizzati promuovono religioni, che proclamano l'esistenza di una vita nell'aldilà. In questo modo, alle persone viene insegnato ad abbandonare le proprie difese contro i predatori di questa vita.»
(David Lane)
Incrimina inoltre la storia, laica o religiosa, descritta nel sesto precetto come "una favola concepita per servire l'inganno". Condanna inoltre i matrimoni misti e l'integrazione, che "distruggono le caratteristiche e l'esistenza di una razza". Elogia anche un moderato darwinismo sociale: «La compassione tra le specie è contraria alle Leggi di Natura ed è, inoltre, suicida. Se un lupo intercedesse per salvare un agnello da un leone, verrebbe ucciso. Oggi, vediamo l'uomo Bianco tassato così pesantemente, che non può permettersi di avere figli. Le risorse finanziarie immagazzinate grazie alle tasse sono allora utilizzate per supportare i matrimoni di decine di milioni di non-bianchi, molti dei quali desiderano poi avere le ultime donne Bianche come mogli».
Occorre ricordare che per Nazione Lane non intende lo Stato nazionale ma la razza, conformemente ai principi del nazionalismo bianco.
Nel ventesimo precetto, David Lane parla di invasioni e brutalità subite dal popolo ariano provenienti dall'Africa e dall'Asia. Cita Attila, Gengis Khan e l'espansione islamica del VIII secolo, per sottolineare il fatto che "tutte le razze hanno beneficiato del genio creativo del Popolo Ariano".
Nei precetti numero 35 e 36 Lane condanna la pornografia come "degrado della natura di tutti quelli che vi sono coinvolti" e l'omosessualità come "un crimine contro la natura". Tuttavia elogia l'erotismo e il nudo artistico: "la pornografia sessuale degrada la Natura di tutti coloro che vi sono coinvolti. Una bella donna nuda è arte; una telecamera tra le sue ginocchia per esplorare le sue parti private è pornografia".
Dal precetto nº 41 al precetto nº 88 è notevole una forte influenza dell'ideologia nazionalsocialista su David Lane. Nei precetti dal 41 al 51, descrive il suo parere della forma perfetta della nazione ariana. Parla della democrazia come "la più pericolosa e mortale forma di governo" (precetto nº45) nella quale "tutto ciò che è legale è raramente morale, mentre ciò che è morale è spesso illegale" (precetto nº49) e ritiene che "Un popolo disarmato o demilitarizzato sarà ridotto in schiavitù" (precetto 67).
Dal 72 al 78 troviamo dei precetti che condannano il materialismo e il consumismo, i quali portano alla distruzione della natura.